# Луи, принц Наполеон
Наполеон VI (Луи Наполеон Бонапарт, 23 января 1914, Брюссель — 3 мая 1997, Пранжен) — законный претендент на титул императора французов с 1926 года и до самой смерти (1997). Правнук Жерома Бонапарта, короля Вестфалии — самого младшего брата Наполеона I.

## Жизнь до Второй мировой войны
Луи родился в Брюсселе в Бельгии. Он был сыном Наполеона V и его жены принцессы Клементины Бельгийской, дочери короля Бельгии Леопольда II. Мать Леопольда II, принцесса Луиза-Мария Орлеанская, была старшей дочерью Луи-Филиппа I, короля французов.
Будучи ребёнком, принц Луи провёл некоторое время в Англии, где он находился с императрицей Евгенией, вдовой Наполеона III. Он получил образование в Лёвене в Бельгии и в Лозанне в Швейцарии. Когда его отец умер 3 мая 1926 года, 12-летний принц Луи стал титульным императором французов. Его мать была регентом, пока он не достиг совершеннолетия.

## Вторая мировая война
С началом Второй мировой войны Наполеон VI написал французскому премьер-министру Эдуару Даладье о желании служить во французской армии. Его предложение было отклонено, и поэтому он взял псевдоним Луи Бланшар и присоединился к французскому Иностранному легиону, находясь в Северной Африке до демобилизации в 1941 году, после Второго перемирия в Компьене. Затем он присоединился к французскому Сопротивлению и был арестован. После ареста он провел некоторое время в различных тюрьмах. После своего освобождения он вступил во французскую группу сопротивления. 28 августа 1944 года принц Луи чудом избежал смерти, он был тяжело ранен, когда в аварию попал грузовик, в котором находилось 7 человек. Наполеон выжил, остальные погибли. После выздоровления он присоединился к альпийской дивизии и был позже награждён за храбрость.

## После Второй мировой войны
После войны Наполеон жил в Швейцарии и, нелегально, во Франции до 1950 года. В 1950 году закон об изгнании всех членов королевских и императорской семей был отменён, и Луи со своей семьёй смог законно переехать в Париж.
Титульный император Наполеон VI стал успешным бизнесменом и имел финансовые интересы в Африке. В 1951 году он послал мемориальный венок со знаком 'N' (Наполеон) на похороны Вильгельма, кронпринца Германского и Прусского, сына свергнутого Вильгельма II, германского императора. Это было расценено роялистами как черный юмор, учитывая тот факт, что немецкий дом Гогенцоллернов пленил Наполеона III во время франко-прусской войны 1870 года, что привело к свержению династии Луи Наполеона.

## Смерть
Умер 3 мая 1997 года в тот же день года, что и его отец (3 мая 1926 года), в своем доме в Швейцарии в возрасте восьмидесяти трёх лет. 14 мая 1997 был похоронен в церкви Сен-Луи Инвалидов в присутствии многочисленных гражданских и военных лиц и представителей королевских семей. Принц Наполеон похоронен в Императорской часовне в Аяччо.
В своём завещании он передал трон своему внуку Жан-Кристофу.

## Брак и дети
Луи женился 16 августа 1949 года на Аликс де Фореста (род. 4 апреля 1926 г.). У них было четверо детей:
- Принц Шарль Мари Жером Виктор (род. 19 октября 1950 года); претендент на главенство в Доме Бонапарт и титул «Принц Наполеон».
- Принцесса Катрин Элизабет Aльберик Мари (род. 19 октября 1950 года); замужем первым браком, 4 июня 1974 года, за Николо Сан-Мартино д’Альэ маркиз (dei marchesi) ди Фонтането кон Сан-Джермано (род. 3 июля 1948 года), разведены в 1982 без детей. Она вышла замуж вторично 22 октября 1982 года, в Париже, за Жан-Клода Дюалэ (род. 3 ноября 1936 года) и имела двух детей:
  - Шарлотта Дюалэ (род. 13 октября 1983 года).
  - Марио Дюалэ (род. 29 октября 1985 года)
- Принцесса Лора Клементина Женевьева (род. 8 октября 1952 года); замужем с 23 декабря 1982 года за Жан-Клодом Леконтом (род. 15 марта 1948) и имела сына и двух дочерей:
  - Клемент Луи Леконт (1995 г.р)
  - Шарлотта Леконт
  - Марион Леконт
- Принц Жером Ксавье Мари Жозеф Виктор (род. 14 января 1957 года)